# Royal Astronomical Society
The Royal Astronomical Society (RAS) (Real Sociedade Astronômica), é uma sociedade erudita e de caridade que incentiva e promove o estudo da astronomia, ciência do sistema solar, geofísica e ramos da ciência intimamente relacionados. Sua sede fica em Burlington House, em Piccadilly, em Londres.
A sociedade tem mais de 4 000 membros ("Fellows"), a maioria deles pesquisadores profissionais ou estudantes de pós-graduação. Cerca de um quarto dos bolsistas vivem fora do Reino Unido.
A sociedade realiza reuniões científicas mensais em Londres e o Encontro Nacional de Astronomia anual em vários locais nas Ilhas Britânicas. A RAS publica as revistas científicas Monthly Notices of the Royal Astronomical Society e Geophysical Journal International, juntamente com a revista especializada Astronomy & Geophysics.
O RAS mantém uma biblioteca de pesquisa em astronomia, se engaja na divulgação pública e aconselha o governo do Reino Unido sobre educação em astronomia. A sociedade reconhece as conquistas em astronomia e geofísica com a emissão de prêmios anuais, sendo o maior destes a Medalha de Ouro da Royal Astronomical Society. A RAS é a organização britânica aderente à União Astronômica Internacional e membro do Conselho Científico do Reino Unido.
A sociedade foi fundada em 1820 como Sociedade Astronômica de Londres para apoiar a pesquisa astronômica. Naquela época, a maioria dos membros eram "astrônomos cavalheiros", e não profissionais. Tornou-se a Royal Astronomical Society, em 1831, ao receber uma "Carta Real" de Guilherme IV. Uma "Carta Suplementar", em 1915, abriu a Sociedade para as mulheres.

## Biblioteca
A Royal Astronomical Society tem uma coleção mais abrangente de livros e periódicos em astronomia e geofísica do que as bibliotecas da maioria das universidades e instituições de pesquisa. A biblioteca recebe cerca de 300 periódicos atuais em astronomia e geofísica e contém mais de 10 000 livros de nível popular a anais de conferências. Sua coleção de livros astronômicos raros perde apenas para a do Observatório Real de Edimburgo, no Reino Unido. A biblioteca RAS é um recurso importante não apenas para a sociedade, mas também para a comunidade mais ampla de astrônomos, geofísicos e historiadores.

## Grupos associados
A Royal Astronomical Society atua como patrocinador dos seguintes grupos destacados:
- Astroparticle Physics Group (com o Institute of Physics, IoP)
- Astrophysical Chemistry Group (com a Royal Society of Chemistry)
- British Geophysical Association (com a Sociedade Geológica de Londres)
- Magnetosphere Ionosphere e Solar-Terrestrial Group (MIST)
- Planetary Forum
- UK Astrobiology Network
- UK Solar Physics Group

## Presidentes
A primeira pessoa encarregada de presidir a Society foi o conhecido William Herschel, descobridor do planeta Urano. Contudo, nunca chegou a presidir uma reunião. Hoje em dia a presidência é de dois anos. Entre os cientistas mais conhecidos que presidiram a Sociedade se encontram:
- William Herschel
- John Herschel
- Patrick Moore
- George Airy
- Arthur Cayley
- John Couch Adams
- Charles Pritchard
- William Lassell
- James Glaisher
- George Darwin
- Edward Stone
- Arthur Eddington
- Arthur Milne
- Fred Hoyle